# Tsaouni
Tsaouni è un comune rurale del Niger facente parte del dipartimento di Matamey nella regione di Zinder.